# Chrysophthalmum montanum
Chrysophthalmum montanum là một loài thực vật có hoa trong họ Cúc. Loài này được (DC.) Boiss. mô tả khoa học đầu tiên năm 1849.